# Симоновский (муниципальный округ)
Си́моновский — бывший муниципальный округ Москвы, просуществовавший с 1991 года по 1995 год. Ныне территория входит в состав Даниловского района Южного административного округа Москвы.

## История
Муниципальный округ «Симоновский» был создан после административной реформы 1991 года и входил в состав Южного административного округа Москвы.
24 мая 1995 году муниципальные округа «Павелецкий» и «Симоновский» были включены в состав муниципального округа «Даниловский», который после принятия 5 июля 1995 году закона «О территориальном делении города Москвы» получил статус района Москвы и название «Даниловский».

## Границы муниципального округа

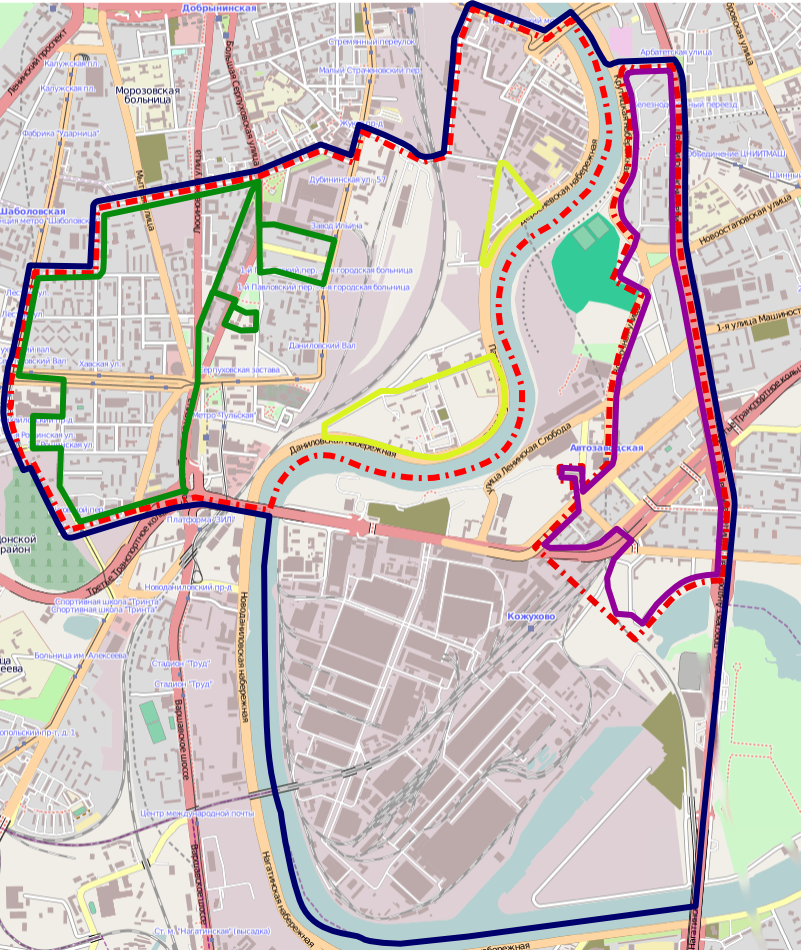
Границы муниципальных округов в 1991 году: зелёный — Даниловский, жёлтый — Павелецкий, фиолетовый — Симоновский
1995 год: Красный — территория муниципального округа Даниловский после присоединения Павелецкого и Симоновского.
с 2002 года: синий — современные границы Даниловского района

Согласно распоряжению мэра Москвы «Об установлении временных границ муниципальных округов Москвы» граница муниципального округа «Симоновский» проходила:
от примыкания Арбатецкой улицы к Крутицкой набережной по Арбатецкой улице, по улице Симоновский Вал, по Велозаводской улице, улице Сайкина, проспекту Андропова до домовладения № 4, далее по северо-западному берегу Кожуховского пруда, по улице Лобанова (включая домовладения № 2/21, 4 и 6) до пересечения со 2-м Кожуховским проездом. Далее через окружную железную дорогу, по 1-му Кожуховскому проезду (включая домовладения № 17, корпуса 1—4 по Автозаводской улице), по Автозаводской улице (включая домовладение № 4 по 3-му Автозаводскому проезду), далее по улице Мастеркова, Восточной улице (включая домовладения № 2, строения 1—5 по Восточной улице) с выходом на Крутицкую набережную до примыкания к Арбатецкой улице.